# Orquestra Sinfônica de Barcelona e Nacional da Catalunha

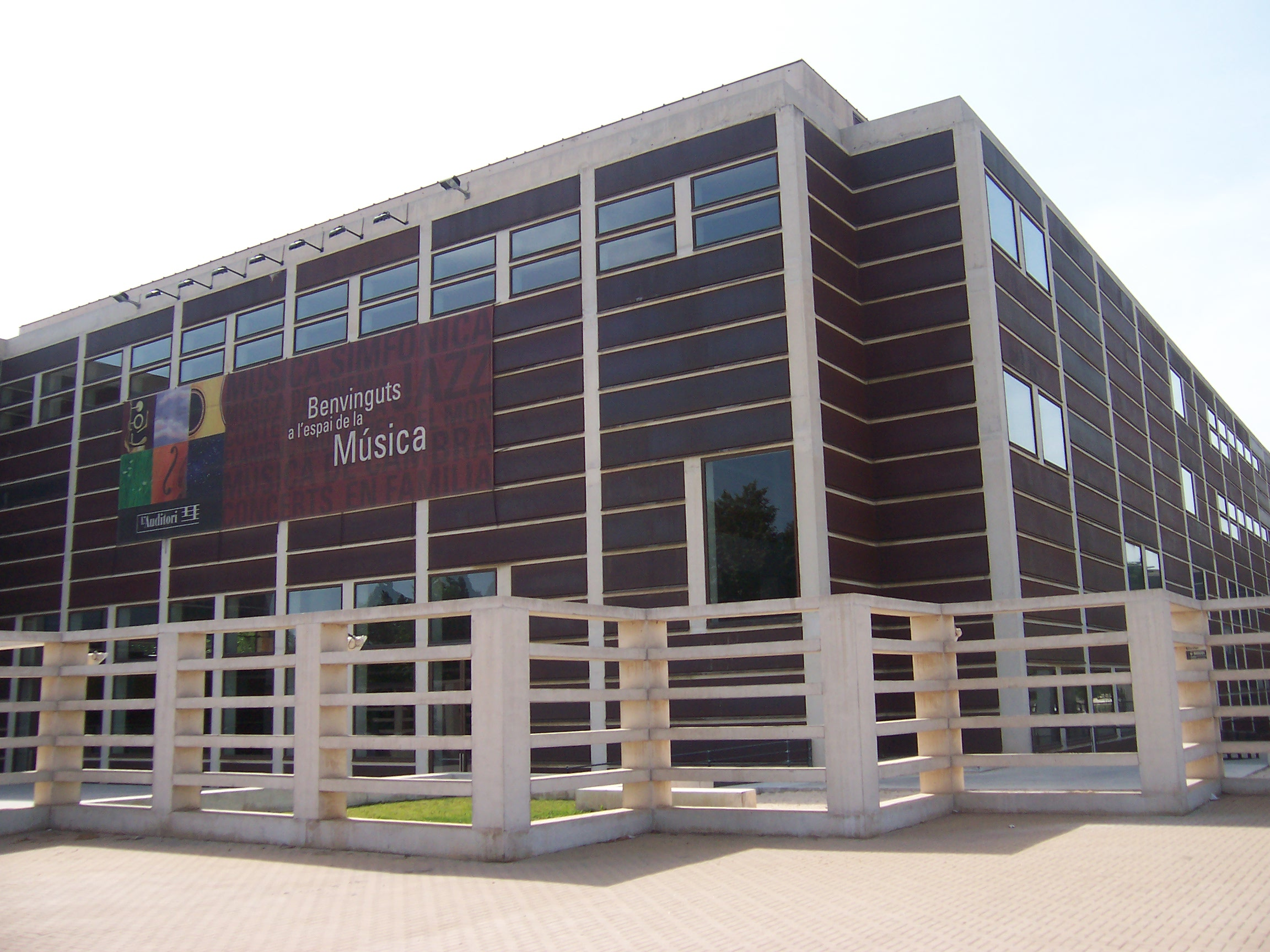
Fachada do ', sede da OBC

A Orquestra Sinfônica (português brasileiro) ou Orquestra Sinfónica (português europeu) de Barcelona e Nacional da Catalunha (em catalão: Orquestra Simfònica de Barcelona i Nacional de Catalunya), também conhecida pelo seu acrônimo OBC, é a orquestra sinfônica mais importante da Catalunha e uma das mais importantes da Península Ibérica. Tem o compromisso de divulgar a música clássica e contemporânea de todas as culturas e tendências, dando prioridade para os compositores catalães.

## História
A orquestra foi fundada no ano de 1944, sobre a direção do maestro Eduard Toldrà, como "Orquestra Municipal de Barcelona". Em 1967 passa a se denominar "Orquestra Cidade de Barcelona", nome que permaneceu até 1994, quando se integrou ao Consórcio do Auditório e a Orquestra formada pela prefeitura de Barcelona e pela Generalitat, e passou a se chamar "Orquestra Sinfônica de Barcelona e Nacional da Catalunha". Desde 1999, tem como sede o Auditório de Barcelona, obra do arquiteto Rafael Moneo.
A partir da temporada 2006-2007 o novo diretor titular é Eiji Oue, sendo os mestres Franz-Paul Decker e Ernest Martínez Izquierdo os principais diretores convidados e Christian Zacharias o diretor do Festival Mozart.

## Trajetória
Nos mais de 60 anos de existência, a orquestra já programou numerosas estreias, e realizou diversos registros discográficos com a EMI, Auvidis, Koch, Claves, Naxos, Telarc e BIS, entre outras, com obras de Montsalvatge, Gerhard, Falla, D’Albert, Albéniz, Donhány, Bartók, Bizet e com intérpretes destacados do panorama internacional.

## Diretores titulares
- Eduard Toldrà (1944-1962)
- Rafael Ferrer (1962-1967)
- Antoni Ros-Marbà (1967-1978, 1981-1986)
- Salvador Mas (1978-1981)
- Franz-Paul Decker (1986-1991)
- Luis Antonio García Navarro, (1991-1993)
- Lawrence Foster (1996-2002)
- Ernest Martínez Izquierdo (2002-2006)
- Eiji Oue (2006)